# Wahlbezirk Steiermark 16
Der Wahlbezirk Steiermark 16 war ein Wahlkreis für die Wahlen zum Abgeordnetenhaus im österreichischen Kronland Steiermark. Der Wahlbezirk wurde 1907 mit der Einführung der Reichsratswahlordnung geschaffen und bestand bis zum Zusammenbruch der Habsburgermonarchie.

## Geschichte
Nachdem der Reichsrat im Herbst 1906 das allgemeine, gleiche, geheime und direkte Männerwahlrecht beschlossen hatte, wurde mit 26. Jänner 1907 die große Wahlrechtsreform durch Sanktionierung von Kaiser Franz Joseph I. gültig. Mit der neuen Reichsratswahlordnung schuf man insgesamt 416 Wahlbezirke, wobei mit Ausnahme Galiziens in jedem Wahlbezirk ein Abgeordneter im Zuge der Reichsratswahl gewählt wurde. Der Abgeordnete musste sich dabei im ersten Wahlgang oder in einer Stichwahl mit absoluter Mehrheit durchsetzen. Der Wahlkreis Steiermark 16 umfasste dabei die Gerichtsbezirke Voitsberg (ohne die Gemeinden Voitsberg, Köflach, Lankowitz und Tregist, siehe Wahlbezirk Steiermark 8) und Stainz (ohne die Gemeinde Stainz, siehe Wahlbezirk Steiermark 10).
Bei der Reichsratswahl 1907 setzte sich der christlichsoziale Politiker Johann Tomaschitz im ersten Wahlgang mit rund 62 % der Stimmen durch. Tomaschitz konnte sein Mandat bei der Reichsratswahl 1911 mit 68 % erfolgreich verteidigen.

## Wahlergebnisse

### Reichsratswahl 1907
Die Reichsratswahl 1907 wurde am 14. Mai 1907 (erster Wahlgang) durchgeführt. Die Stichwahl entfiel auf Grund der absoluten Mehrheit für Johann Tomaschitz im ersten Wahlgang.
| Kandidat                                                                    | Partei                                     | Wahlkreisstimmen | Prozent |
| --------------------------------------------------------------------------- | ------------------------------------------ | ---------------- | ------- |
| Johann Tomaschitz                                                           | deutsch-konservativer Kandidat             | 4988             | 61,8 %  |
| Josef Jodlbauer                                                             | Sozialdemokratische Arbeiterpartei         | 1750             | 21,7 %  |
| Münzer                                                                      | Deutscher Agrarier/Christlicher Bauernbund | 1288             | 16,0 %  |
|                                                                             | Sonstige Parteien                          | 42               | 0,5 %   |
| Wahlberechtigte: 8132, Ungültige/Leere Stimmen: 64, Wahlbeteiligung: 77,3 % |                                            |                  |         |

### Reichsratswahl 1911
Die Reichsratswahl 1911 wurde am 13. Juni 1911 (erster Wahlgang) durchgeführt. Die Stichwahl entfiel auf Grund der absoluten Mehrheit für Tomaschitz im ersten Wahlgang.
| Kandidat                                                                      | Partei                             | Wahlkreisstimmen | Prozent |
| ----------------------------------------------------------------------------- | ---------------------------------- | ---------------- | ------- |
| Johann Tomaschitz                                                             | Christlichsoziale Partei           | 4251             | 68,0 %  |
| Anton Ebner                                                                   | Sozialdemokratische Arbeiterpartei | 1508             | 24,1 %  |
| Karl Ebner                                                                    | Deutsche Agrarier                  | 432              | 6,9 %   |
|                                                                               | Sonstige Parteien                  | 62               | 1,0 %   |
| Wahlberechtigte: 10.781, Ungültige/Leere Stimmen: 52, Wahlbeteiligung: 58,5 % |                                    |                  |         |